# Austrodecus staplesi
Austrodecus staplesi is een zeespin uit de familie Austrodecidae. De soort behoort tot het geslacht Austrodecus. Austrodecus staplesi werd in 1990 voor het eerst wetenschappelijk beschreven door Stock. 